# Ackie Kempff
Ackie Kempff (eg. Annika Kempff), född 19 december 1958 i Halmstad, var en av medlemmarna i popgruppen Chattanooga i början av 1980-talet, tillsammans med sina systrar Mia och Clara. Gruppen tävlade i den svenska Melodifestivalen 1982 med melodin "Hallå hela pressen", som nådde fjärde plats och låg på Svensktoppen i åtta veckor.
Kempff arbetar som fransklärare på en högstadieskola i Mörsil i Jämtland, men uppträder tidvis tillsammans med systern Mia som blues- och visgruppen K2 (Kempff x 2).